# Trind fyrremos
Trind fyrremos (Pleurozium schreberi) er et meget almindeligt mos på sur og næringsfattig jord. Det kendes let på sine bleggrønne, stive mostæpper og rødbrune stængler. Det videnskabelige navn schreberi har trind fyrremos fået efter den tyske bryolog Johann Christian Daniel von Schreber (1739-1810). Mossets grene og stængler er trinde pga. dets hule blade, heraf kommer det danske navn.
Trind fyrremos har glinsende, regelmæssigt fjergrenede skud. Bladene er 2 mm lange og meget hule. De er afrundede eller har en lille, but spids. Bladet er uden ribbe eller den er kort og dobbelt. De hule, overlappende blade, som er presset mod stænglen, er med til at holde vand indesluttet og forsinke udtørring. Trind fyrremos kan minde om hulbladet fedtmos, men sidstnævnte har grøn stængel.
Trind fyrremos har en tendens til at ophobe metaller og andre giftstoffer. Den er derfor en indikator for forurening. 
Arten har tidligere, ligesom alm. etagemos, været anvendt til at tætne huse med, f.eks i Sverige, hvor den er meget almindelig i de store nåleskove. 

Trind fyrremos er udbredt i de tempererede og kolde dele (Taiga) af den nordlige halvkugle. Den findes desuden i Tyrkiet, Kaukasus, Mellemamerika, det nordlige Sydamerika og Ethiopien.
|                      |
| Den rødbrune stængel |